# Cattedrale dell'Assunzione di Maria (Ragusa, Croazia)
La cattedrale di Santa Maria Maggiore o dell'Assunzione di Maria (in croato: katedrale Velike Gospe o Uznesenja Marijina) è il principale luogo di culto cattolico di Ragusa, in Croazia, chiesa madre dell'omonima diocesi.

## Storia
Il primo edificio fu costruito tra il VII e il VI secolo in stile bizantino. Fra il XII e il XIV secolo fu poi ricostruita in stile romanico. Secondo una leggenda la ricostruzione sarebbe stata possibile grazie ad una donazione di re inglese Riccardo Cuor di Leone, dopo essere stato salvato da un naufragio nella cittadina. Dopo le gravi lesioni riportate con il terremoto del 1667 fu ricostruita in stile barocco romano, su progetto degli architetti romani Andrea Buffalini e Paolo Andreotti.

## Descrizione

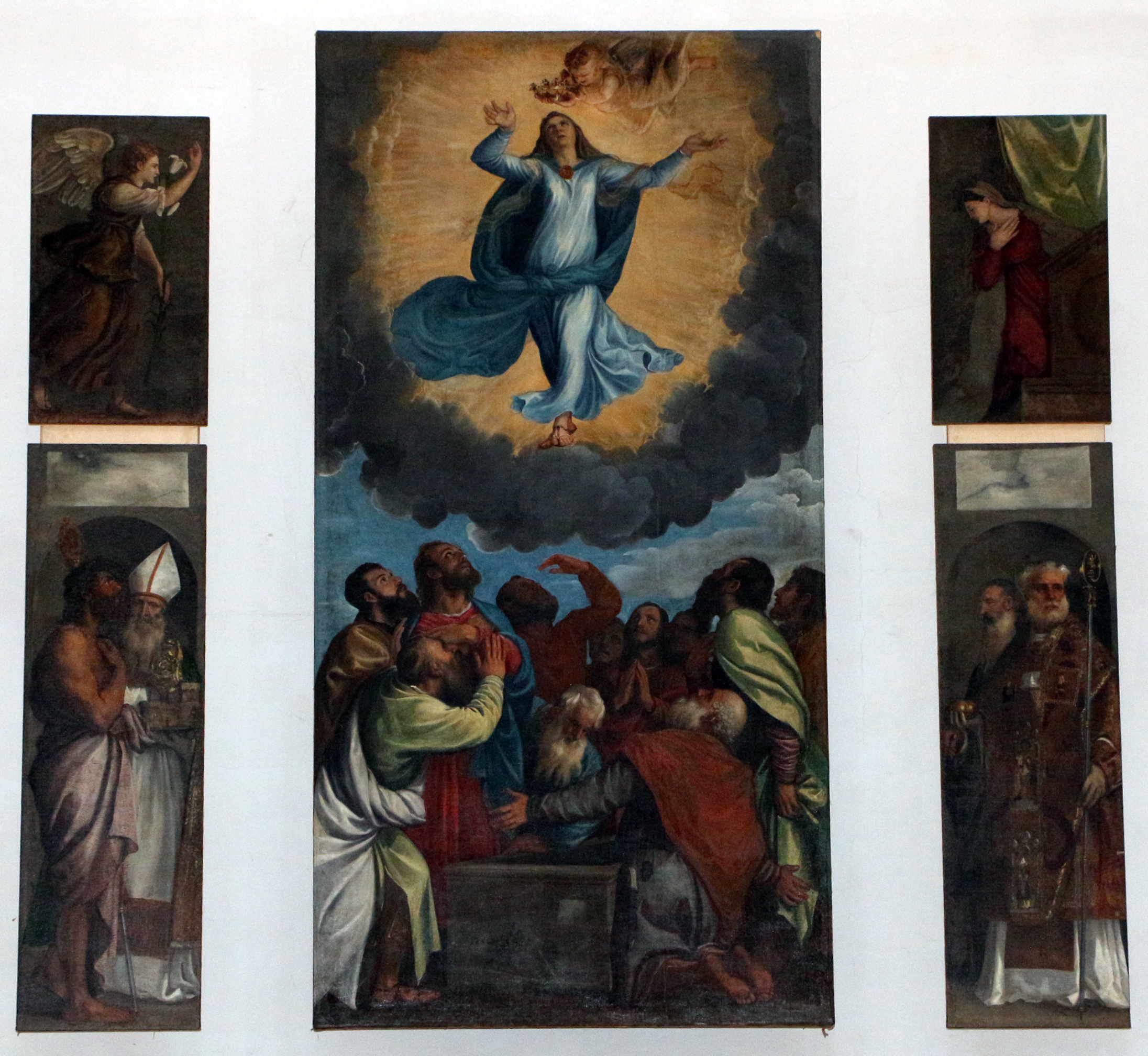
Tiziano e aiuti, Polittico dell'Assunta (1552)

La chiesa presenta un impianto a croce latina con tre alte navate, terminanti con altrettante absidi. Il transetto è sovrastato da un'ampia cupola barocca. 

L'altare maggiore barocco (XVIII-XIX secolo) venne ricostruito nel 2016 insieme all'ancona; all'interno di quest'ultima è collocato il Polittico dell'Assunta di Tiziano e aiuti, risalente al 1552. Altri quadri sono riconducibili a pittori italiani e dalmati, realizzati tra il XVI e il XVIII secolo. 
Sulla cantoria in controfacciata si trova l'organo a canne Zanin opus 815, costruito nel 1987 riutilizzando la cassa barocca del precedente strumento seicentesco, opera Ivan Feller; a trasmissione elettrica, dispone di 39 registri su tre manuali e pedale.
Accanto si trova il Tesoro della cattedrale (Riznica Katedrale), famoso per la raccolta di 200 reliquari, fra cui un braccio, una gamba e il cranio di San Biagio, tutti placcati d'oro, oltre ad un frammento della Croce. 
Comprende inoltre una riproduzione di una Madonna della Seggiola, di Raffaello e numerosi oggetti sacri d'oro. Tra di essi sono comprese una brocca e un bacile ornati con piante e animali delle zone circostanti la città.